# Emma Roberts
Emma Rose Roberts (Rhinebeck, 10 februari 1991) is een Amerikaans actrice.

## Biografie

### Familie
Roberts werd geboren in Rhinebeck als dochter van acteur Eric Roberts en diens toenmalige vriendin. Sinds 1991 leven haar ouders gescheiden en leefde zij bij haar moeder.

### Carrière
Roberts was vaak op de sets van haar tante Julia Roberts aanwezig. Zo ontwikkelde ook Roberts het verlangen naar acteren. Haar moeder stond hier in het begin niet achter; ze wilde dat haar dochter een normale jeugd zou krijgen. Toch begon Roberts in 2001 met acteren. Haar eerste film was een bijrol in Blow, een R-rated Film (18+) en haar moeder verbood haar dan ook de film te kijken.
Niet veel later kreeg Roberts een rol in de korte film bigLove en was ze een figurant in de verwijderde scènes van de film America's Sweethearts, waar ook Julia Roberts in speelde. In 2002 en 2003 was ze te zien in de familiefilms Grand Champion en Spymate. Spymate werd pas uitgebracht in 2006.
Roberts werd een tienerster toen ze in 2004 een rol kreeg in de televisieserie Unfabulous. Deze serie liep tot en met 2007. Omdat haar karakter in de sitcom gitaar speelt en zingt, ontwikkelde ze in 2005 ook een muzikale carrière. Zo zong ze het liedje "If I Had It My Way" in voor de soundtrack van de film Ice Princess en bracht ze op 27 september 2005 haar album, Unfabulous and More: Emma Roberts, uit. Haar album werd geen succes.
In 2006 was Roberts naast JoJo en Sara Paxton te zien in de tienerfilm Aquamarine. In 2007 speelde ze de hoofdrol in de tienerfilm Nancy Drew. Er werd aangekondigd dat ze in 2008 in de film Rodeo Gal te zien zou zijn en tevens werd overwogen dat ze de dochter van Julia Roberts in Friday Night Knitting Club zou gaan spelen. 
In 2008 is de film Wild Child in de bioscoop verschenen waarin Roberts de hoofdrol vertolkt. Ze speelt het verwende en rijke meisje Poppy Moore.
In 2009 kwam ook de film Hotel for Dogs uit. Roberts heeft ook een rol gekregen in de nieuwe film Valentine's Day waar ze de rol van Grace Smart in speelt. Hier speelt ook haar tante mee in. De film kwam uit in 2010.
Op 15 mei 2010 zijn de opnames begonnen voor de film Scream 4, waarin Emma de rol van Jill Roberts vervult. De film kwam 15 april 2011 uit in Amerika.
In 2013 was Roberts te zien in het 3e seizoen van de serie American Horror Story waar ze de rol van Madison Montgomery in speelt. In 2014 was Roberts ook in het 4e seizoen van American Horror Story te zien waar ze de rol van Maggie Esmerelda speelt.
In 2013 speelde ze naast Jennifer Aniston en Jason Sudeikis mee in de komedie We're the millers.
In 2016 nam ze de rol van Channel Oberlin op zich in de horror-comedyserie Scream Queens, waarvan het tweede seizoen eind 2016 uitgezonden wordt. Ook kreeg ze de hoofdrol in de film Nerve waar ze Vee speelt.

## Privé
Roberts is verloofd met acteur Cody John. In 2020 kreeg ze een zoon met haar vorige partner, muzikant Garrett Hedlund.

## Filmografie
- Bibsys: 8082508
- Biblioteca Nacional de España: XX1791662
- Bibliothèque nationale de France: cb155465680 (data)
- Catàleg d'autoritats de noms i títols de Catalunya: 981058517503606706
- Gemeinsame Normdatei: 141167203
- International Standard Name Identifier: 0000 0001 1494 8191
- Library of Congress Control Number: no2005021393
- MusicBrainz: 9e6fe694-b4be-4f2b-85dd-98d33ccb283e
- Nationale Bibliotheek van Tsjechië: xx0093514
- Nationale Bibliotheek van Polen: a1000000833355
- Nederlandse Thesaurus van Auteursnamen: 298105071
- Istituto Centrale per il Catalogo Unico: TO0V653406
- Système universitaire de documentation: 170148513
- Virtual International Authority File: 85925873
- WorldCat: E39PBJfGWyr7wfgVghgV98FBT3